# Michael Henry Wilson
Michael Henry Wilson, nacido el 2 de octubre de 1946 en París (Francia) y fallecido el 26 de junio de 2014 en Westlake (California, Estados Unidos), es un cineasta, crítico e historiador francés del cine. Se estableció en Westlake en 1982.

## Biografía
Después de una tesis sobre el cine expresionista alemán en 1969, da cursos entre 1969 y 1982 de estética y economía del cine en las universidades París VIII (Vincennes), Paris III (Censier) y París I (Institut d’Art et d’Archéologie). Apoyándose sobre los trabajos de Christian Metz, enseña la semiología del cine aplicada al análisis de películas.
Como crítico de cine, colabora durante cuarenta años en la revista Positif entrevistando a grandes cineastas de Hollywood.
En paralelo a su carrera de cineasta y de profesor, Wilson ha escrito varios libros sobre directores como Martin Scorsese, Raoul Walsh, Jacques Tourneur y Clint Eastwood. En mayo de 2014, establece una antología de 58 entrevistas de cineastas norteamericanos bajo el título de À la porte du paradis, cent ans de cinéma américain publicada en Francia dos meses antes de su fallecimiento (cáncer del pulmón).
Volvía de un viaje a Birmania donde preparaba la tercera parte de una trilogía inspirada por el Dalái lama que le había sugerido, después de À la Recherche de Kundun - filmado durante el rodaje de Kundun de Scorsese - de ir a África del Sur para conocer a Nelson Mandela. Así nació Reconciliation : Mandela's Miracle mientras que Clint Eastwood rodaba Invictus. Esa tercera parte sobre Aung San Suu Kyi debía concluir la trilogía.
Michael Henry Wilson trabajaba desde hace años en una historia del cine británico junto a Martin Scorsese.
Michael Wilson, bilingüe y profundamente bicultural gracias a su padre estadounidense y su madre francesa, era el nieto de Henri Hoppenot, diplómata francés que fue delegado en Estados Unidos en 1944 bajo el gobierno provisional de la República presidido por el general de Gaulle, y después embajador con el cargo de representar Francia en la ONU de 1952 a 1955, y miembro del Consejo de Estado de 1956 a 1964. Su abuela, Hélène Hoppenot, dejó un diario íntimo importante (publicado por la editorial Claire Paulhan) y varios álbumes de fotografías. Los abuelos eran amigos de escritores como Pierre Teilhard de Chardin, Paul Claudel, o Saint-John Perse, la generación de los poetas sacrificados.
Michael Henry Wilson era un apasionado de historia y había escrito un guion para un largometraje sobre Vidocq. Desde muy joven se interesó por la obra de Chateaubriand, cuyo Attala era su obra favorita y tuvo un papel importante en su representación de América. El estilo de Wilson era muy literario y bajo la influencia de los grandes autores de la literatura francesa. Wilson encarnaba a la perfección la biculturalidad lo cual le permitía transmitir la cultura americana al público francés.

## Filmografía
- 1988 : Les Modernes (The Moderns) - 126 min, fiction de Alan Rudolph – M.H. Wilson : creative consultant
- 1989 : Hollywood Mavericks - 90 min, documentaire de Florence Dauman et Dale Ann Stieber (AFI-NHK) – M.H. Wilson : coscénariste et creative consultant.
- 1992 : L’Histoire de la MGM (When the Lion Roars) - Mini-série de 7 heures pour Turner Entertainment. Emmy de la “Meilleure série d’information” en 1992. M.H. Wilson : coscénariste et coréalisateur associé.
- 1995 : Épisode Scorsese de Une journée du cinéma  (A Day in the Life of Cinema) - Diffusion Canal Plus – M.H. Wilson : scénariste, producteur, réalisateur.
- 1995 : Un voyage avec Martin Scorsese à travers le cinéma américain - 225 min, documentaire en trois volets célébrant un siècle de cinéma américain. Présenté au Festival de Cannes en 1995 dans le programme officiel, puis dans une trentaine de festivals internationaux. M.H. Wilson : coscénariste et coréalisateur avec Martin Scorsese
- 1998 : À la recherche de Kundun avec Martin Scorsese - 85 min, long-métrage documentaire qui retrace la rencontre de Martin Scorsese avec le Dalaï-lama et le peuple tibétain. Distribué en Europe et aux États-Unis, le film recevra le Prix humanitaire au festival des Nations unies. Sortie en France : 7 octobre 1998. M.H. Wilson : scénariste, producteur, réalisateur.
- 1999 : Le Cinéma de James Cameron - Documentaire, diffusion Canal Plus – M.H. Wilson : scénariste, coproducteur.
- 2000 Investigating Sex, alias Intimate Affairs - 108 min, fiction de Alan Rudolph – M.H. Wilson : coscénariste avec Alan Rudolph.
- 2007 : Clint Eastwood, le franc-tireur- 82 min - Documentaire TV, diffusion, Arte, 27 mai 2007 - M.H. Wilson : scénariste, producteur, réalisateur.
- 2010 : Réconciliation, le miracle Mandela (Reconciliation: Mandela's Miracle), 88 min, sortie en France : 13 de noviembre de 2010 (Festival international du film d'Amiens) - M.H. Wilson : scénariste, producteur, réalisateur.

## Libros
- 1971 : Le Cinéma expressionniste allemand - Éditions du Signe.

- 1971 : Borzage (avec Henri Agel) – Éditions Avant-Scène.

- 1997 : Voyage de Martin Scorsese à travers le cinéma américain – 24 octobre 1997 - Éditeur : Cahiers du cinéma

- 2001 : Raoul Walsh ou la saga du continent perdu – 16 mars 2001 - Éditeur : Cinémathèque française

- 2003 : Jacques Tourneur ou La Magie de la suggestion – 3 décembre 2003 – Éditions du Centre Pompidou

- 2005 : Martin Scorsese : Entretiens avec Michael Henry Wilson – 18 de noviembre de 2005 - Éditeur : Cahiers du cinéma

- 2007 : Clint Eastwood – 8 de noviembre de 2007 - Éditeur : Cahiers du cinéma

- 2010 : Eastwood par Eastwood – 9 de noviembre de 2010 - Éditeur : Cahiers du cinéma

- 2011 : Scorsese par Scorsese – 6 octobre 2011 - Éditeur : Cahiers du cinéma.

- 2012 :  Le ciel ou la boue – Livre d’accompagnement de 80 pages du coffret DVD The Story of G.I. Joe (Les Forçats de la gloire) de William A. Wellman (1945) - 1 février 2012 - Édition Prestige

- 2014 :  À la porte du paradis - Cent ans de cinéma américain. Cinquante-huit cinéastes - 7 mai 2014 – Éditeur : Armand Colin – Hors Collection